# الإدارة المالية الاستراتيجية
الإدارة المالية الاستراتيجية هي دراسة للتمويل بمنظور طويل الأجل، تأخذ في الاعتبار الأهداف الاستراتيجية للمؤسسة. وتُطلق أحيانًا تسمية "الإدارة المالية الاستراتيجية" على الإدارة المالية لإعطائها إطارًا مرجعيًا أوسع.
لفهم ماهية الإدارة المالية الاستراتيجية، علينا أولاً فهم المقصود بمصطلح 'استراتيجية'. وهو ما يُنفَّذ كجزء من خطة تهدف إلى تحقيق هدف محدد.
لذلك، تُشير الإدارة المالية الاستراتيجية إلى الجوانب من الخطة العامة للمنظمة التي تتعلق بالإدارة المالية. وتشمل هذه الجوانب مختلف مكونات خطة العمل، مثل خطة التسويق والمبيعات، وخطة الإنتاج، وخطة الموارد البشرية، والنفقات الرأسمالية، وغيرها، وكلها تحمل آثارًا مالية ينبغي أن يأخذها المديرون الماليون في الحسبان.
الهدف من الإدارة المالية هو تعظيم ثروة المساهمين. ولكي يتم تحقيق هذا الهدف، تحتاج الشركة إلى "مسار عمل طويل الأمد"، وهنا تأتي أهمية الاستراتيجية.

## التخطيط الاستراتيجي
التخطيط الاستراتيجي هو عملية تقوم بها المؤسسة لتحديد استراتيجيتها والمسار الذي تسلكه. ويؤدي ذلك إلى اتخاذ القرارات وتخصيص الموارد بما يتماشى مع هذه الاستراتيجية. من بين التقنيات المستخدمة في التخطيط الاستراتيجي: تحليل SWOT، وتحليل PEST، وتحليل STEER. وغالبًا ما تكون خطة التخطيط لمدة عام واحد، لكنها عادةً تمتد إلى فترة تتراوح بين 3 و5 سنوات إذا تم اعتماد رؤية طويلة الأمد.

### مكونات الاستراتيجية المالية
عند وضع استراتيجية مالية، يحتاج المديرون الماليون إلى تضمين العناصر الأساسية التالية. ويمكن إضافة عناصر أخرى حسب حجم المشروع ونوع الصناعة.
تكاليف بدء التشغيل: للمشاريع التجارية الجديدة وتلك التي تطلقها الشركات القائمة. وقد تشمل تكاليف معدات التصنيع الجديدة، وتكاليف التغليف الجديدة، وخطة التسويق.
التحليل التنافسي: تحليل يوضح كيف ستؤثر المنافسة على إيراداتك.
التكاليف الجارية: تشمل تكاليف العمالة والمواد وصيانة المعدات والشحن والمرافق. يجب تقسيمها إلى أرقام شهرية وخصمها من توقعات الإيرادات (انظر أدناه).
وقعات الإيرادات: تقدير الإيرادات على مدى مدة المشروع، لتحديد المبلغ المتاح لتغطية التكاليف الجارية، وما إذا كان المشروع سيكون مربحًا.

## دور المدير المالي
بشكل عام، يتعين على المديرين الماليين اتخاذ قرارات بشأن أربعة مواضيع رئيسية داخل الشركة، وهي كما يلي:
- قرارات الاستثمار: تتعلق بالقرارات الاستثمارية طويلة وقصيرة الأجل. على سبيل المثال: تحديد المستوى والمزيج الأنسب من الأصول التي ينبغي أن تحتفظ بها الشركة.
- قرارات التمويل: تتعلق بالمستويات المثلى لكل مصدر تمويل، مثل نسبة الدين إلى حقوق الملكية.
- قرارات السيولة: تشمل الأصول والخصوم الحالية للشركة، ومن وظائفها المحافظة على الاحتياطيات النقدية.
- قرارات توزيع الأرباح: تتعلق بتوزيع الأرباح على المساهمين والأرباح المحتجزة.

## اتخاذ القرار
يجب أن تكون كل القرارات التي يتخذها المديرون الماليون سليمة من الناحية الاستراتيجية، ولا تقتصر فوائدها على الجانب المالي فقط (مثل زيادة القيمة في تحليل التدفق النقدي المخصوم)، بل يجب أيضًا أن تأخذ في الاعتبار العوامل غير المؤكدة وغير القابلة للقياس والتي قد تكون ذات فائدة استراتيجية.
ولتوضيح ذلك بشكل أعمق، قد يكون للمقترح تأثير سلبي في تحليل التدفق النقدي المخصوم، ولكن إذا كان مفيدًا استراتيجيًا للشركة، فإن المديرين الماليين سيقبلون هذا القرار بدلاً من قرار له تأثير إيجابي في تحليل التدفق النقدي المخصوم ولكنه غير مفيد استراتيجيًا.

### قرارات الاستثمار
بالنسبة للمدير المالي في المؤسسة، يتعلق الأمر بشكل رئيسي باختيار الأصول التي سيتم استثمار أموال الشركة فيها. تُكتسب هذه الأصول إذا ثبتت جدواها الاستراتيجية، وتنقسم الأصول إلى فئتين:
- الأصول طويلة الأجل: تُعرف أيضًا باسم الميزانية الرأسمالية لدى المديرين الماليين.
- الأصول قصيرة الأجل / الأصول المتداولة.
- إدارة الربحية.

#### الأصول طويلة الأجل: قرارات الاستثمار الرأسمالي (الميزانية الرأسمالية)
يجب على المديرين الماليين في هذا المجال اختيار الأصول أو مقترحات الاستثمار التي توفر مسار عمل مجديًا من المتوقع أن تتحقق عوائده في المستقبل وعلى مدى عمر المشروع. ويُعد هذا أحد أهم القرارات المالية التي تتخذها الشركة.

#### قرارات الاستثمار في الأصول قصيرة الأجل
تُعد هذه القرارات ضرورية لبقاء المؤسسة على المدى القصير، وبالتالي فهي شرط أساسي لتحقيق النجاح على المدى الطويل. وهي تركز بشكل رئيسي على إدارة الأصول المتداولة المدرجة في الميزانية العمومية للشركة.

#### إدارة الربحية
يُعد هذا دورًا ثانويًا ضمن هذا القسم، ويُصنَّف ضمن قرارات الاستثمار، لأن الإيرادات المتولدة تكون نتيجة للاستثمارات أو التصرف في الأصول (التخارج من الاستثمارات).

#### التقييم
تحت كلٍ من العناوين المذكورة أعلاه، يتعيّن على المديرين الماليين استخدام الأرقام أو المؤشرات المالية التالية كجزء من عملية التقييم لتحديد ما إذا كان ينبغي قبول المقترح: فترة الاسترداد، والقيمة الحالية الصافية (NPV)، ومعدل العائد الداخلي (IRR)، والتدفق النقدي المخصوم (DCF).

### قرارات التمويل
بالنسبة للمديرين الماليين، يتعين عليهم تحديد مزيج التمويل وهيكل رأس المال أو الرافعة المالية للشركة، وذلك باستخدام مزيج من الأسهم، أو الديون، أو الأوراق المالية الهجينة لتمويل أنشطة الشركة أو مشاريعها الجديدة.

#### اتخاذ القرار
غالبًا ما يستخدم المدير المالي نظرية هيكل رأس المال لتحديد النسبة المناسبة بين حقوق الملكية والديون التي ينبغي استخدامها في جولة تمويل للشركة. وتقوم هذه النظرية على أن استخدام رأس المال المدين بما يتجاوز نقطة الحد الأدنى لتكلفة رأس المال المرجحة المتوسطة يؤدي إلى انخفاض القيمة ورفع غير ضروري للرافعة المالية للشركة.
انظر قسم التمويل المؤسسي § هيكل رأس المال للمناقشة، وقسم تكلفة رأس المال المرجحة المتوسطة § الحساب للصيغة.

### قرارات السيولة ورأس المال العامل
غالبًا ما يشمل دور المدير المالي ضمان سيولة الشركة، أي قدرتها على تمويل نفسها على المدى القصير دون نفاد النقدية. كما يتعين عليه اتخاذ قرارات الشركة بشأن الاستثمار في الأصول المتداولة، والتي تُعرف عمومًا بأنها الأصول التي يمكن تحويلها إلى نقد خلال سنة مالية واحدة، وتشمل النقد، والأوراق المالية قصيرة الأجل، والمدينين، وغيرها.
المؤشر الرئيسي الذي يُستخدم هنا هو رأس المال العامل الصافي، وهو الفرق بين الأصول المتداولة والخصوم المتداولة. يمكن أن يكون هذا الرقم  موجبًا أو سالبًا، مما يدل على الوضع المالي الحالي للشركة وصحة ميزانيتها العمومية.
.يمكن تقسيم ذلك إلى ما يلي:

#### إدارة المستحقات
والتي تشمل الاستثمار في المستحقات، وهو حجم المبيعات الآجلة وفترة التحصيل. كما تشمل سياسة الائتمان التي تتضمن معايير الائتمان، وشروط الائتمان، وجهود التحصيل.

#### إدارة المخزون
وهي تشمل مخزونات المنتجات المصنعة والمواد المستخدمة في تكوين المنتج، مثل المواد الخام، والعمل الجاري، والسلع النهائية، والمخازن، وقطع الغيار (المستلزمات). على سبيل المثال، بالنسبة لشركات البيع بالتجزئة، يُعد هذا المخزون مكونًا رئيسيًا من أصولها المتداولة. انظر قسم تحسين المخزون.

#### إدارة النقد
تهتم إدارة النقد بتدفق النقد الداخل والخارج من الشركة، وداخلها، وكذلك بالأرصدة النقدية التي تحتفظ بها الشركة في نقطة زمنية معينة، وذلك من خلال تمويل العجز أو استثمار الفائض النقدي. انظر إدارة النقد.

### قرارات توزيع الأرباح
غالبًا ما يتعين على المديرين الماليين التأثير على توزيع الأرباح لتحقيق نتيجتين: النسبة التي يتم بها توزيع الأرباح تُسمى نسبة توزيع الأرباح.
- توزيعها على المساهمين على شكل أرباح موزعة
- الاحتفاظ بها داخل الشركة نفسها

يعتمد ذلك إلى حد كبير على تفضيلات المساهمين وفرص الاستثمار المتاحة داخل الشركة. كما يعتمد أيضًا على النظرية التي تقول بضرورة وجود توازن بين توزيع الأرباح لإرضاء المساهمين حتى يستمروا في الاستثمار في الشركة، وبين حاجة الشركة للاحتفاظ بالأرباح لإعادة استثمارها لتحقيق المزيد من الأرباح في المستقبل. وهذا يعود بالفائدة على المساهمين من خلال زيادة قيمة الأسهم وزيادة الأرباح الموزعة مستقبلًا.
يشير هذا إلى أهمية اتفاق الإدارة والمساهمين على نسبة متوازنة يستفيد منها الطرفان على المدى الطويل، رغم أن هذا يكون استثناءً غالبًا للمساهمين الذين يرغبون في تحقيق أرباح قصيرة الأجل من التوزيعات فقط.

## مهام وخدمات الإدارة المالية الاستراتيجية المقدمة
- المشتقات
- تسعير الأصول [20]
- الخدمات المصرفية الاستثمارية
- عمليات الدمج والاستحواذ وإعادة هيكلة الشركات الأخرى